# Big Boobs
Big-Boobs, Big-Busts, Big-Breasts o Big-Tits ("Grans pits") és un terme de l'argot de la pornografia que fa referència a una categoria principalment coneguda en la indústria del vídeo, editorial i llocs web nord-americans, japonesos i europeus d'aquest tipus d'entreteniment per a majors d'edat.

## Descripció
La categoria Big boobs està enfocada sobre el fetitxisme dels pits. Les models d'aquesta branca de la pornografia es caracteritzen per la grandària inusualment gran de les seves mamelles, ja siguin naturals o quirúrgicament augmentades.
Moltes models eròtiques i artistes porno fan servir pseudònims o noms artístics com "Peaks" (Muntanyes) o "Tops" (Cims) per indicar que els seus pits són molt grans.
És força comú per a aquesta categoria de models i ballarines publicar mesures enganyoses, encara que algunes semblen prendre les mesures fora del seu vestit, un terreny propici comú haurà de ser el que sembla la seva grandària de sustentació (per exemple. 43G) però és realment una grandària de copa de sustentació combinada amb una circumferència de pit, que inclou una desviació afegida normalment al nombre. Per exemple, una dona que porta una sustentació 36G (EUA) té una mesura de la grandària de la banda (la circumferència del pit per sota de les mamelles) de 36 polzades, mentre la "G" indica una circumferència sobre els seus mugrons de 7 polzades més gran ("G" és la setena mesura). Ella pot tenir una talla de pit de 36+7 o 43 polzades. Algunes artistes fan servir les mesures del sistema mètric decimal, i sovint no indiquen si la mesura és fa en centímetres o en polzades. Per exemple, algú amb un pit de 40 polzades potser anunciï que la seva mesura és de 101.

### Big boobs al Japó
Encara que els pits grans no són valorats tradicionalment al Japó, les actrius voluptuoses havien estat admirades en el cinema eròtic japonès des d'almenys els anys cinquanta. Anderson i Richie van esmentar a l'actriu Nipona amb unes grans mamelles dels anys cinquanta, Michiko Maeda, i van fer una recerca per tot el país d'altres models de grans pits, que van seguir després de la seva popularitat. No obstant això, no va ser fins a mitjans de la dècada dels 80 quan els pits grans van arribar a ser molt populars al Japó. Nikkatsu, capitalitzant aquest canvi en la preferència cultural, van nomenar-la com la Roman Porn "Queen of SM" (la Reina del Sado-masoquisme) el 1986, a Ran Masaki el pit del qual era de 100 cm (39"). El 1989, Adachi esmenta el "Big bust boom" (巨乳ブーム - "Kyonyu Buumu") va ser posat "en el foc" amb el AV (Video Adult) el debut de Kimiko Matsuzaka, que tenia un pit de 110,7 cm. Després de la retirada de Matsuzaka, una nova dirigent del moviment Big boobs apareix en l'escena japonesa cada pocs anys, incloent a Mariko Morikawa el 1994, i Anna Ōura en 2000, fins que a mitjans dels 2000 quan les models i les actrius amb les mamelles ben grosses han arribat a ser comunes en la indústria de l'entreteniment japonès.